# Reinhard Trinkler
Reinhard Trinkler (* 2. Mai 1987 in Mistelbach) ist ein österreichischer Maler, Comiczeichner und Illustrator.

## Leben und Werk
Trinkler wuchs in der niederösterreichischen Marktgemeinde Hohenau an der March auf, maturierte im Bundesoberstufenrealgymnasium Mistelbach und studierte danach einige Semester Theater-, Film- und Medienwissenschaft an der Universität Wien, sowie Comic & Animation an der Wiener Kunstschule. Inspiriert durch Vorbilder wie Albert Uderzo und Erich Sokol eignete er sich hauptsächlich autodidaktisch das Handwerkszeug eines Comiczeichners an.
Die Assistenz und Lehre der Malerei absolvierte er 2011 bei der akademischen Malerin Heidi Baratta.
Er lebt und arbeitet freischaffend in Hohenau an der March und in Wien.
Erste Zeichnungen veröffentlichte er in der österreichischen Wochenzeitung Der neue Samstag, in Büchern (z. B. in Alles Wein: Literatur und Karikatur, herausgegeben von Gerhard Tötschinger) und auf diversen Internet-Seiten.
2010 erschien durch die Zusammenarbeit mit der Familie von Kottan-Autor Helmut Zenker im Drehbuchverlag das von Reinhard Trinkler gezeichnete und kolorierte Comicheft Kottan ermittelt: So long, Kottan, gefolgt von Kottan ermittelt: Die Einteilung (2011), Kottan ermittelt: Von Menschen und anderen Tieren (2013), Kottan ermittelt: Kansas City (2013), Kottan ermittelt: Ein Fest für Heribert (2014) und Kottan ermittelt: Burli (2014).
In den Jahren 2012 bis 2018 zeichnete er außerdem die Kottan-Comicstrips für das wöchentlich erscheinende Wiener Bezirksblatt. Die ebenfalls in dieser Zeitung seit April 2015 wiederkehrende Karikatur Bezirksrat Schoitl, in Anlehnung an die gleichnamige Figur von Ernst Hinterberger und Erich Sokols Herrn Strudl, stammt auch aus Trinklers Feder.
Im Auftrag des VORmagazin gestaltete er dessen Maskottchen, die U-Bahn Vorli sowie das weibliche Pendant, die Wiener Straßenbahn Bimbim, welche regelmäßig im Magazin und dessen KinderKulturguide zu sehen sind.
Ebenso von ihm stammen die Buchcoverillustrationen zu Felix Dvoraks A Hetz und a Gaudi – So lachen und schimpfen die Österreicher (2015), Detlef Romeys Oskar Sima, König der Nebenrollen (2016), Tom Richter – Musik oder ich scheiß in die Trommel (2017), Hans-Joachim Schwertfegers Biografie Fischer-Käpt`n-Lotse (2018), Die Schöne und der Anarchist (2019), Henny Porten – Der gefallene Engel (2020), Der seltsame Leser und andere Geschichten (2020), Popskins Mordfälle (2020), Es lebe der unsterbliche Schelm – Bruder Eulenspiegel über seinen Till (2022) – sowie die Plakatillustrationen zum Solokabarettprogramm Putz Dich! (2015) von Elke Winkens, Thomas Declaudes Theaterinszenierungen von Der zerbrochene Krug (2017) nach Heinrich von Kleist und Um Gottes Willen (2020) von Ephraim Kishon und das Konzertprogramm Mucha x2 - Zwei Teilzeitdiven & Vollzeitschwestern auf Welttournee (2020) von und mit Johanna und Maria Mucha.

Trinkler und sein Porträt von Günther Haenel im Weißen Salon des Volkstheaters (2011)

Bekanntheit als Maler erlangte er unter anderem mit dem Porträt von Günther Haenel, welches am 23. Oktober 2011 in der Intendantengalerie des Volkstheater Wien feierlich enthüllt wurde, sowie mit dem Porträt von Kammerschauspieler Heinz Petters in der Schauspielergalerie des Volkstheaters Wien, das am 14. September 2012 dort seinen Platz fand.
Porträts von Persönlichkeiten wie Johann Nestroy (2012 im Österreichischen Theatermuseum), Heinz Holecek (2012 im Österreichischen Theatermuseum und 2013 im Haus Hofmannsthal), Gabriele Jacoby, Heinz Conrads (2013 bei der Floridsdorfer Weihnachtsgala), Heinz Zednik (2015 im Österreichischen Theatermuseum) und Maxi Böhm (2016 im Haus Hofmannsthal) stellt er regelmäßig im Rahmen diverser kultureller Veranstaltungen aus. Ein von Trinkler gemaltes Porträt von Bruno Kreisky hängt seit 2014 im Büro des Politikers Georg Niedermühlbichler.
In Zusammenarbeit mit Julia Sobieszek gestaltet er seit 2011 die künstlerische Beigabe zum Sonderpreis des Österreichischen Kabarettpreis, der jährlich verliehen wird. Im Jahr 2011 war dies ein Porträt von und für Schauspielerin Louise Martini, 2012 war es ein Comic über und für den Karikaturisten Manfred Deix, 2013 war es das Comic Kabaretter der Welt für die Science Busters, 2014 bekam Werner Schneyder, 2016 Gerhard Haderer und 2017 Stefanie Sargnagel ein Porträt.
Im Herbst 2012 erschien im Verlag Edition Weinviertel das Kinderbuch Das Wunder in der Au mit Illustrationen von Reinhard Trinkler zum Text von dessen Mutter Ruth Trinkler. Die 2014 in englischer Sprache veröffentlichte Fabel Chattue (TurtleCat) gestaltete er zeichnerisch für den amerikanischen Schriftsteller Joseph Simas, welcher u. a. als Drehbuchautor des Filmes Babylon A.D. bekannt ist.
Von 17. Juli bis 13. Oktober 2013 war Reinhard Trinklers Porträtserie Wagner-Wahn-Sinnlich Teil der von Paulus Manker inszenierten Ausstellung Wagner Extase im ehemaligen k.k. Post- und Telegrafenamt Wien.
Anlässlich der Wiederaufführung von Nikolai Gogols Der Revisor präsentierte ab 29. November 2013 das Volkstheater Wien die Comicstrip-Serie Der Revisor von Peter Pilz und Reinhard Trinkler.
Der Amalthea Signum Verlag brachte im Oktober 2014 Trinklers Comicbücher Der Blöde und der Gscheite – Die besten Doppelconferencen (nach den Texten von Hugo Wiener und mit einem Vorwort von Georg Markus) und das von Christian Qualtinger gezeichnete Der Herr Karl (nach dem Text von Carl Merz und Helmut Qualtinger) heraus.
Trinklers Graphic Novel Der Talisman, nach Johann Nestroys klassischer Posse, wurde im Februar 2015 vom Verlag Edition Steinbauer veröffentlicht.
2016 erscheinen seine Graphic Novels Heinz Fischer und die Zweite Republik (Ueberreuter Verlag) mit Text von Fritz Schindlecker, Sisi – Die unsterbliche Kaiserin (Amalthea Signum Verlag) mit Zeichnungen von Christian Qualtinger, Die Habsburger – Das etwas andere Ausmalbuch (Amalthea Signum Verlag) sowie der von ihm illustrierte Mundartgedichteband kraut und ruam (STOAHOATverlag) des Lyrikers Rudi Weiß.
Anlässlich des 60. Geburtstages von Falco im Februar 2017 bringt Reinhard Trinkler die Graphic Novel FALCO – Die Legende lebt im Amalthea Signum Verlag heraus. Im Herbst desselben Jahres erscheint im Amalthea Signum Verlag seine Graphic Novel Der Bankert vom Naschmarkt, deren Figuren, Handlung und Text aus der Feder des Krimi-Autors Gerhard Loibelsberger stammen. In diesem Buch ist erstmals dessen fiktiver Wiener Polizei-Ermittler – der durch bisher fünf Romane bekannt gewordene Inspector Joseph Maria Nechyba – als Comicfigur zu sehen.
Trinkler tritt außerdem des Öfteren mit Lesungen im Rahmen von Buchpräsentationen und unabhängig davon mit eigenen Literatur-Programmen auf wie z. B. Arthur Schnitzlers Reigen mit der Sängerin und Schauspielerin Johanna Mucha und dem Musiker Gerhard Loos, sowie Joseph Roths Novellen begleitet von klassischer Musik in Joseph Roth mit zwei Cellos mit den Cellistinnen Livia Klein und Jun Aigner.
2021 gestaltete er Zeichnungen als Bühnenbild für das musikalische Theaterstück Ich habe in einer Geheimsprache gesungen mit Sakina Teyna und Mahan Mirarab unter der Regie von Karl Baratta, welches im Theater Nestroyhof Hamakom und im Rahmen des Wiener Kultursommers im Herderpark aufgeführt wurde.

## Veröffentlichungen
- Kottan ermittelt: So long, Kottan. (Kottan Comic Nr. 1). Der Drehbuchverlag, 2010. ISBN 978-3-902676-59-7.
- Kottan ermittelt: Die Einteilung. (Kottan Comic Nr. 2). Der Drehbuchverlag, 2011. ISBN 978-3-902676-65-8.
- Das Wunder in der Au. Edition Weinviertel, 2012. ISBN 978-3-902589-40-8.
- Kottan ermittelt: Von Menschen und anderen Tieren. (Kottan Comic Nr. 3). Der Drehbuchverlag, 2013. ISBN 978-3-902676-67-2.
- Kottan ermittelt: Kansas City. (Kottan Comic Nr. 4). Der Drehbuchverlag, 2013. ISBN 978-3-902676-69-6.
- Kottan ermittelt: Ein Fest für Heribert. (Kottan Comic Nr. 5). Der Drehbuchverlag, 2014. ISBN 978-3-902676-74-0.
- Kottan ermittelt: Burli. (Kottan Comic Nr. 6). Der Drehbuchverlag, 2014. ISBN 978-3-99042-868-9.
- Der Herr Karl. Amalthea Signum Verlag, 2014. ISBN 978-3-85002-889-9.
- Der Blöde und der Gscheite – Die besten Doppelconferencen. Amalthea Signum Verlag, 2014. ISBN 978-3-85002-888-2.
- Der Talisman. Edition Steinbauer, 2015. ISBN 978-3-902494-75-7.
- Kottan ermittelt: Entführung. (Kottan Comic Nr. 7). Der Drehbuchverlag, 2016. (E-Book)
- Kottan ermittelt: New Comicstrips. (4 Bände). Der Drehbuchverlag, 2016. (E-Book)
- Die Habsburger – Das etwas andere Ausmalbuch. Amalthea Signum Verlag, 2016. ISBN 978-3-99050-060-6.[48]
- Sisi – Die unsterbliche Kaiserin. Amalthea Signum Verlag, 2016. ISBN 978-3-99050-033-0.[49]
- Heinz Fischer und die Zweite Republik. Ueberreuter Verlag, 2016. ISBN 978-3-8000-7655-0.[50]
- kraut und ruam. STOAHOAT Verlag, 2016. ISBN 978-3-903009-07-3.[51]
- FALCO – Die Legende lebt. Amalthea Signum Verlag, 2017. ISBN 978-3-99050-078-1.
- Der Bankert vom Naschmarkt – Ein Kriminalfall aus dem alten Wien. Amalthea Signum Verlag, 2017. ISBN 978-3-99050-103-0.
- LINDA - Ausflug mit Freunden. My Morawa, 2021. ISBN 978-3-99125-656-4.
- LINDA - Was für eine Familie. Epubli, 2024. ISBN 978-3-75847-404-0.[52]

## Ausstellungen (Auswahl)
2011

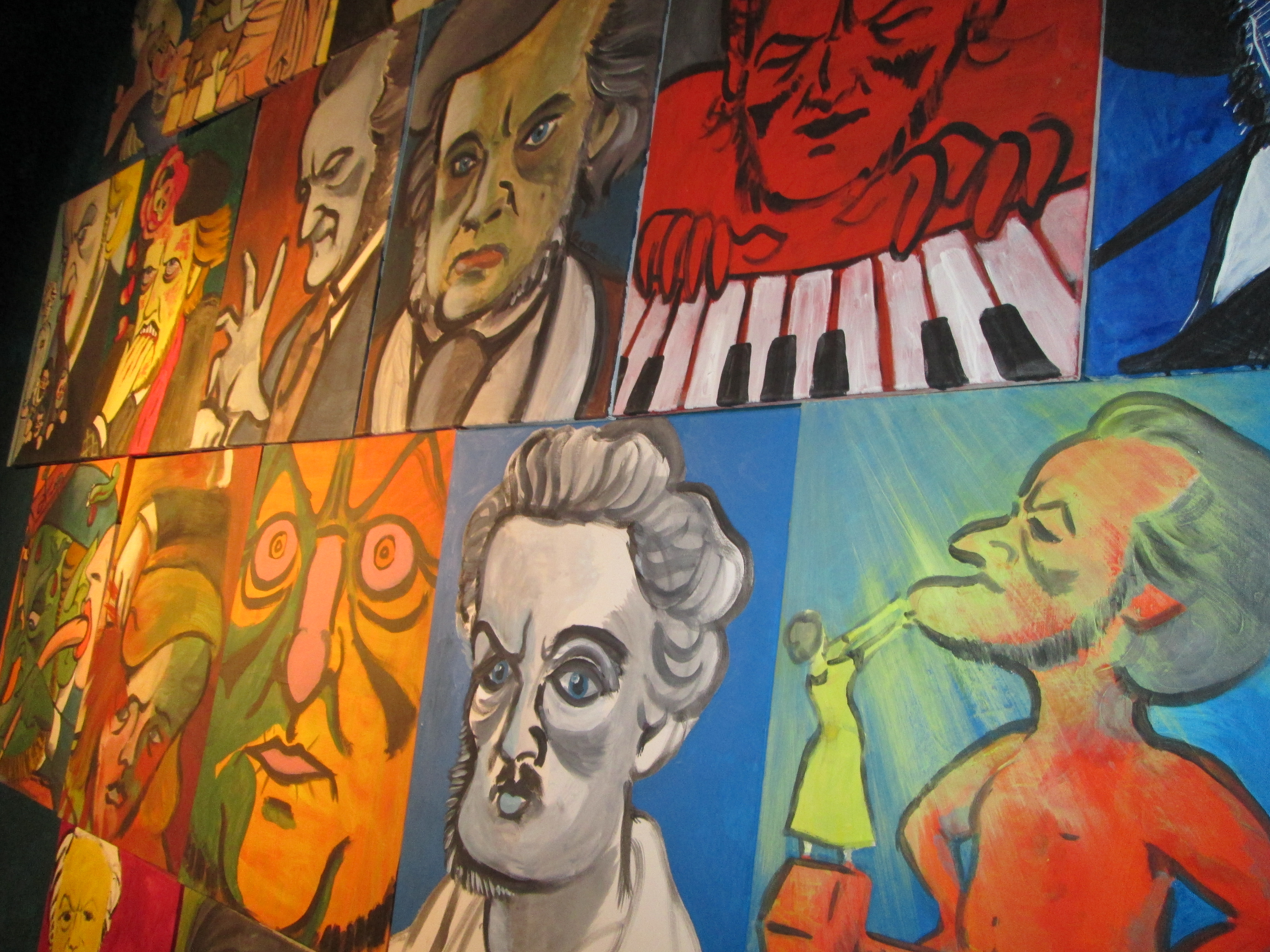
Reinhard Trinklers Porträtserie Wagner-Wahn-Sinnlich (Teil der Ausstellung Wagner Extase 2013)

- Hommage an Walter Bruno Iltz und Günther Haenel, Intendantengalerie, Volkstheater, Wien (mit Heidi Baratta)

2012
- Comic & Malerei, Badeschiff, Wien (mit Milica Jovicevic und Hans Fleischner)
- Heinz Petters, Schauspielergalerie, Volkstheater, Wien
- Johann Nestroy – Ein sprechendes Aug' ist ein Glück, Eroica-Saal, Österreichisches Theatermuseum, Wien (mit Gabriele Schuchter und Markus Vorzellner)
- In memoriam Heinz Holecek, Eroica-Saal, Österreichisches Theatermuseum, Wien (im Rahmen der Langen Nacht der Museen)

2013
- Ausstellung KS Heinz Holecek, Haus Hofmannsthal, Wien
- Wagner Extase, ehemaliges k.k. Post- und Telegrafenamt, Wien (mit Hermann Nitsch, Erwin Wurm, Hans Hollein u. v. a.)
- Schauspiel.Gesichter, Volksheim Laaer Berg, Wien (mit einer Eröffnungslaudatio von Anna Fiala und Volkmar Harwanegg)

2014
- Alles klar Herr Kommissar? Knatterton, Kottan, Emil und andere Detektive, Karikaturmuseum Krems (mit Karl Berger, Bernd Ertl, Sammy Konkolits, Josef Krizanits, Christian Stellner und Isabel Kreitz)[53]

2015
- Heinz Zednik – 50 Jahre Staatsoper, Österreichisches Theatermuseum, Wien[54]
- Wagner meets Kottan, Galerie DIE AUSSTELLUNG, Wien (mit einem Eröffnungskonzert von Richard Oesterreicher)[55]
- Schaun Sie sich das an!, Comic & Malerei, Museum Hohenau an der March[56]
- Alice in Cartoonland, The Cartoon Museum, London (mit Ralph Steadman, Gerald Scarfe, Ronald Searle u. v. a. | Kurator: Brian Sibley)[57]

2016
- Bei ihm in Reichenberg – Ein Abend für Max(i) Böhm, Haus Hofmannsthal, Wien[58]

2017
- Nextcomic-Festival Linz, Ursulinenhof, Linz[59]

2018
- Kunstflaniermeile, Reumannhof, Wien[60]
- Reinhard Trinkler – The New Exhibition, A(r)telier Papelicki, Wien[61]

2019
- Im Spiegelbild der Karikatur, EUSEUM Niederabsdorf, Niederösterreich[62]